# Дукин Микола Володимирович
Микола Володимирович Дукин (21 грудня 1905, сл. Балаклія Харківська губернія, тепер м. Балаклія — пом. 1943, концтабір ГУЛАГ СРСР) — український письменник, перекладач доби Розстріляного Відродження. Один з лідерів літературного об'єднання «Плуг». Жертва сталінського терору.

## Життєпис

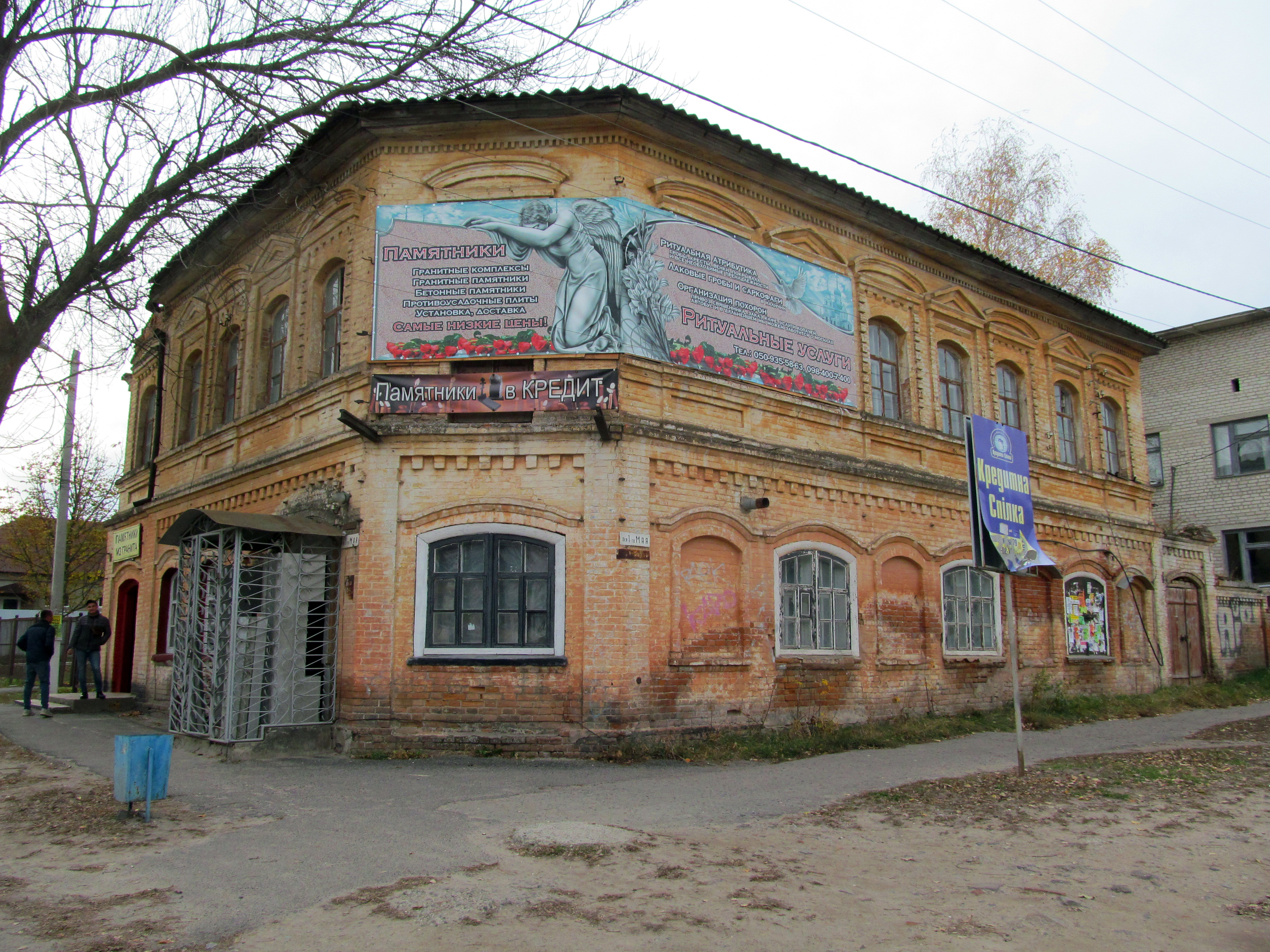
Колишній будинок купця Дукина в Балаклії

Народився в українській купецькій родині Володимира та Анастасії Дукиних. Мав четверо рідних братів та сестер і двоє зведених. Батько утік з Добровольчою армією до Донецька 1920, де помер. Тоді ж Микола Дукин їде до Харкова на навчання у педтехнікумі. 1924 — перше оповідання «Пасинки степу» надруковано у журналі «Плуг» (з епіграфом із Павла Тичини). Отримав протекцію впливового літератора Сергія Пилипенка. З 1927 писав нариси, рецензії, статті, стає професійним письменником. Увійшов до кола молодих поетів — Тереня Масенка, Петра Дорошка, Ігоря Муратова, Володимира Сосюри, Володимира Владка, Миколи Трублаїні. Особлива творча дружба з поетом Андрієм Панівим.
Перша книжка — збірка оповідань «Матіола» (1928).
Творам Миколи Дукина притаманний особливий ліризм та психологізм, гостра сюжетність, динамічність оповіді.

## Перекладацтво
Активно перекладав з російської літератури (Микола Чернишевський, Федір Панфьоров, Олександр Пушкін, Михайло Лермонтов, Аркадій Гайдар). Останні переклади з російської — Юрія Тинянова «Пушкін» (1937) та Галини Серебрякової «Юність Маркса». Невдовзі все це було обернуто політичним звинуваченням у «шкідництві», російські переклади стали одним з обвинувальних пунктів кримінальної справи проти Дукина 1938 року.

## Репресії
Заарештований 21 березня 1938 року НКВС СРСР за стандартним звинуваченням: шпигунство, терористична діяльність. Одночасно заарештований письменник Гордій Коцюба — товариш Дукина, за кілька тижнів — Микола Вороний. Після п'яти місяців тортур (катував оперуповноважений 2 Відділу УГБ НКВС по Харківський області тов. Мікоткін) — засуджений та засланий до концтабору «Онеглаг» в Архангельській області РРФСР.
За легендою КДБ СРСР, помер від сухот у 1943 році. Реабілітований 1957 року. Через три роки вийшла друком його книжка «Матіола».